# Irina Ernst
Irina Ernst (* 31. März 1995) ist eine Schweizer Grasskiläuferin. Sie ist sechsfache Schweizer Meisterin und startet seit 2011 im Weltcup sowie bei Weltmeisterschaften.

## Karriere
Nach mehreren Jahren Teilnahme an Rennen des Swiss-Cup und der Schweizer Meisterschaften feierte Irina Ernst im Jahr 2010 ihre ersten großen nationalen Erfolge, als sie Schweizer Meisterin im Slalom und im Super-G wurde. Im nächsten Jahr gewann sie alle vier Titel bei den Schweizer Meisterschaften. Seit der Saison 2011 ist Ernst auch bei internationalen Rennen am Start. Sie nahm in diesem Jahr an sieben der neun Weltcuprennen teil, bei denen sie viermal punkten konnte, allerdings nur als Letzte oder Vorletzte. Im Gesamtweltcup belegte sie den 14. Platz. Neben den Weltcup- sowie zwei FIS-Rennen nahm Ernst auch an der Weltmeisterschaft 2011 und der zugleich ausgetragenen Juniorenweltmeisterschaft am Atzmännig bei Goldingen teil. Sie startete in der Allgemeinen Klasse im Riesenslalom sowie im Super-G und belegte die Plätze acht und zwölf, während sie bei den Juniorinnen an allen Rennen teilnahm, aber nur einmal als Siebte des Super-G ins Ziel kam.
In der Saison 2012 startete Ernst neben mehreren FIS-Rennen nur im Weltcup-Riesenslalom in Marbachegg, den sie auf Rang neun beendete. Im Gesamtweltcup wurde sie 18. Bei der Juniorenweltmeisterschaft 2012 in Burbach erzielte sie mit jeweils Rang acht in Slalom und Super-G sowie Rang neun in Riesenslalom und Super-Kombination Platzierungen im Mittelfeld.

## Erfolge

### Weltmeisterschaften
- Goldingen 2011: 8. Riesenslalom, 12. Super-G

### Juniorenweltmeisterschaften
- Goldingen 2011: 7. Super-G
- Burbach 2012: 8. Slalom, 8. Super-G, 9. Riesenslalom, 9. Super-Kombination

### Weltcup
- 5 Platzierungen unter den besten zehn

### Schweizer Meisterschaften
- Ernst ist sechsfache Schweizer Meisterin:[1] 2× Slalom, 2× Super-G, 1× Riesenslalom und 1× Kombination